# EA 갱강
EA 갱강(En Avant de Guingamp, EA Guingamp)은 갱강을 연고로 하는 프랑스의 축구팀으로 현재 리그 2에서 활동하고 있으며 홈 구장은 스타드 뒤 루두루이며 18,000명 이상 수용이 가능하다.

## 역사
1912년 창단 이후 1993-94 시즌 샹피오나 나시오날 A조 우승을 차지했고 그 뒤 1996년 UEFA 인터토토컵에서 구단 역사상 UEFA 주관 클럽 대항전 우승을 거머쥐었다.
그리고 리그 1에서는 2002-03 시즌 7위를 기록했는데 이는 갱강 구단 역사상 프랑스 최상위 리그에서의 역대 최고 성적이며 쿠프 드 프랑스에서는 2008-09 시즌과 2013-14 시즌 우승, 1996-97 시즌 준우승을 차지했으며 쿠프 드 라 리그에서는 2018-19 시즌 준우승을 차지했다.
이밖에도 프랑스의 슈퍼컵격인 트로페 데 샹피옹에서는 2번의 준우승을 차지했고 현재 활동 중인 리그 2에서는 3번의 준우승을 차지했으며 2014-15년 UEFA 유로파리그에서는 32강 토너먼트 진출의 성과를 남겼다.

## 대회 성적

### 국내
- 리그 2 : 준우승 (1994-95, 1999-2000, 2012-13)
- 쿠프 드 프랑스 : 우승 (2008-09, 2013-14), 준우승 (1996-97)
- 쿠프 드 라 리그 : 준우승 (2018-19)
- 트로페 데 샹피옹 :  준우승 (2009, 2014)
- 샹피오나 나시오날 : 우승 (1993-94)

### 유럽
- UEFA 인터토토컵 : 우승 (1996)

## 선수 명단

### 현역
참고: FIFA 자격 규정에 따라 소속된 국가대표팀 국기를 표시합니다. 선수는 복수의 FIFA 비회원국 국적을 가지고 있을 수 있습니다.
| 번호 | 포지션 | 국적     | 이름          |
| ---- | ------ | -------- | ------------- |
| 1    | GK     | 과들루프 | 테디 바르투슈 |
| 12   | DF     | 세네갈   | 압달라 은두르 |

| 번호 | 포지션 | 국적   | 이름          |
| ---- | ------ | ------ | ------------- |
| 29   | MF     | 세네갈 | 주니어 멘데스 |

## 역대 감독
| 감독                  | 임기        |
| --------------------- | ----------- |
| 메흐메드 바즈다레비치 | 2020 ~ 2021 |